# Мінесотаїт
Мінесотаїт (рос. миннесотаит; англ. minnesotaite; нім. Minnesotait m) — мінерал, силікат шаруватої будови з групи тальку-пірофіліту.

## Загальний опис
Хімічна формула: (Fe2+, Mg)3(OH)2 [(Si, Al, Fe3+)4O10].
Склад (у % з родов. шт. Міннесота): FeO — 33,66; Fe2O3 — 2,00; MgO — 6,36; H2O+ — 5,54; H2O- — 0,24; SiO2 51,29; Al2O3 — 0,64.
Домішки: Na2O, K2O.
Сингонія моноклінна.
Утворює волокна чи пластинки, променисті чи снопоподібні агрегати.
Густина 3,0-3,1.
Твердість 3,0.
Колір зелено-сірий.
Блиск жирний до воскового.
Супутні мінерали: сидерит, магнетит, стильпномелан, ґриналіт, кварц.
Зустрічається в силікатних залізних рудах.
Поширений мінерал залізорудних родовищ хр. Мезабік (штат Міннесота, США).
Від назви шт. Міннесота, США (J.W.Gruner, 1944).
Синоніми: тальк залізистий.